# باشگاه فوتبال اف۹۱ دودلانژ
باشگاه فوتبال اف۹۱ دودلانژ (به انگلیسی: F91 Dudelange) یک باشگاه فوتبال در کشور لوکزامبورگ است.
این باشگاه که در شهر دودلانژ قرار دارد در سال ۱۹۹۱ تأسیس شده و سابقه ۱۱ قهرمانی در لیگ ملی فوتبال لوکزامبورگ و ۵ قهرمانی در جام حذفی فوتبال لوکزامبورگ را در کارنامه دارد.